# لفافة الكلية
لفافة الكلية أو لفافة كلوية وتسمى أيضاًلفافة جيروتا (بالإنجليزية: Renal fascia )‏
وهي طبقة من النسيج الضام يغلف الكلى والغدد الكظرية ويحيط بالشحم حول الكلية ويفصل الكلية عن مجاوراتها وتنقسم إلى وريقتين أمامية وخلفية، تنغلق لفافة جيروتا في الأعلى والوحشي بينما تمتد أنسيا عبر الخط المتوسط لتلتحم مع جيروتا في الجهة المقابلة، أما في الأسفل فتمتد حول الحالب والأوعية القندية حتى الحوض، لذلك يمكن للسوائل المتجمعة في الشحم حول الكلية (خراجات, نزيف ) أن تنتشر للأسفل حتى الحوض دون تمزق اللفافة.
كما تمنع لفافة الكلية انتشار خباثات الكلية والكظر إلى العناصر المجاورة .]].

## وصلات إضافية
- صور تشريحية:40:03-0102 في مركز داونستيت الطبي التابع لجامعة نيويورك - "Posterior Abdominal Wall: The Retroperitoneal Fat and Suprarenal Glands"
- صور تشريحيَّة:8951 على موقع مركز سوني دونستات الطبي.
- تشريح دارتموث figures/chapter_29/29-5.HTM

ويحيط بلفافة الكلية شحم يسمى الدهن المحيط بالكلية (pararenal fat)
تنقسم اللفافة الكلوية في الحافة الوحشية للكلية إلى طبقة أمامية وطبقة خلفية. ,تحمل الطبقة الأمامية إنسياً أمام الكلية و أوعيتها، وتستمر فوق الشريان الأبهري مع الطبقة المطابقة للجانب المعاكس يمتد الطبقة الخلفية وراء الكلية وتمتزج مع اللفافة على العضلة القطنية الكبيرة، وترتبط عبر هذه اللفافة بالعمود الفقري. تمتزج طبقتي اللفافة الكلويّة فوق الغدة الكضرية و ويتحدان مع لفافة الحجاب؛ وأما تحت فيبقيان منفصلين، وبشكل تدريجي وترتبط اللفافة الكلوية بالغلالة الليفِية للكلية عن طريق عدة ترابيق، والتي تعبر المحفظة الشحمية .